# 布盧姆菲爾德 (印地安納州傑伊縣)
布盧姆菲爾德（英語：Bloomfield）是位於美國印地安納州傑伊縣的一個非建制地區。該地的面積和人口皆未知。